# Tractat de Blois (1512)

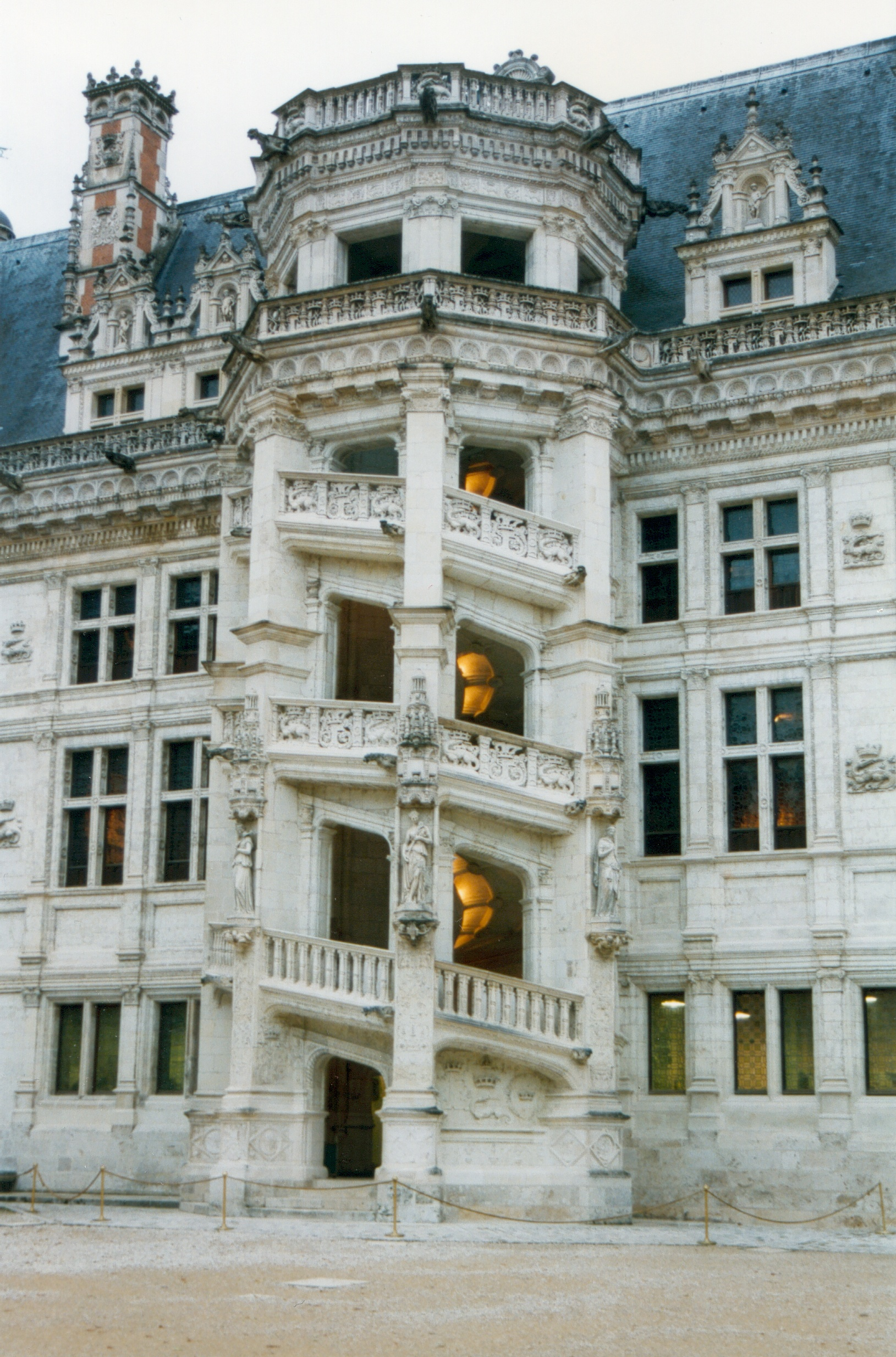
Castell de Blois, lloc de signatura del Tractat.

El Tractat de Blois o Quart Tractat de Blois va ser un tractat signat a mitjans del mes de juliol de 1512 a la ciutat francesa de Blois. Aquest tractat s'emmarca en les pretensions de la Corona de Castella i del Regne de França sobre el Regne de Navarra.

## Principals punts del tractat
- Article primer. És un pacte de no-agressió, i inclou l'ajuda mútua davant possibles necessitats contra un enemic comú, respectant-se els dominis territorials de cada part.
- Article segon. Es comprometen a no permetre el pas a través dels seus territoris a tropes que combatessin a qualsevol d'ambdós regnes.
- Article tercer. Es reconeix la llibertat de comerç de cada Corona, tant per terra com per mar, així com en els desplaçaments dels comerciants i residències dels mateixos d'ambdós dominis.
- Articles quart i cinquè. S'obliguen les parts a participar en els tractats d'amistat i aliança signats per l'altre.
- Articles sisè i setè. S'exigeix al rei de Navarra la consideració d'enemic dels anglesos i de qualsevol que els acompanyi, en el cas d'una invasió al Regne de França, amb l'obligació, a més de combatre'ls.
- Article vuitè i últim. Es reconeixia l'aliança entre els reis de Navarra i els d'Aragó i Castella per no permetre el pas a través del Regne de Navarra d'aquells que volguessin atacar els regnes anteriors, entenent així mateix a la inversa, o sigui, no permetre el pas per Navarra de cap exèrcit que vingués del sud per voler atacar França.

## La polèmica sobre el tractat de Blois
La doctrina historiogràfica debat si aquest Tractat de Blois va ser signat pel rei de Navarra Joan III Albret i Lluís XII de França el 12 o 17 de juliol de 1512, el que suposava l'aliança total entre el Regne de França i el Regne de Navarra o el veritable tractat fou sigant entre Lluís XII i Ferran el Catòlic el 18 de juliol de 1512, que van maquinar un pla estratègic per a simular l'aliança navarro-francesa i així donar un motiu a la invasió del Regne de Navarra per part de la Corona de Castella, encara que aquest últim plantejament és difícil d'explicar, tenint en compte que Espanya i França estaven en guerra: en aquells moments Castella i Aragó formaven part de la Lliga Santa constituïda pel papa Juli II per lluitar contra el Regne de França.
El retorn de Ferran el Catòlic a la regència de la Corona de Castella l'any 1507, amb unes clares aspiracions a poder ocupar aquest territori va suposar la fi de la independència del Regne de Navarra. Al mateix temps Lluís XII de França també aspirava a ocupar aquest territori pirinenc, i el 1510 reclamant els seus drets com a senyor sobre les possessions franceses dels Foix-Albret va intentar una ocupació del Regne.

### Postura clàssica (relacionada amb el nacionalisme espanyol)
La tradicional neutralitat del regne de Navarra es va comprometre quan el rei de Navarra Joan III Albret va interpretar erròniament el curs de la política europea i, al produir-se els primers èxits del seu parent Gastó II de Narbona al comandament de les tropes franceses, va signar amb Lluís XII de França una aliança de cooperació entre ambdós països. Immediatament Ferran el Catòlic, que estava en guerra contra el Regne de França, va considerar aquesta aliança com un "casus belli" que comprometia la destinació de Castella i va ordenar la invasió de Navarra, realitzada completament el 1512.

### Postura alternativa (relacionada amb el nacionalisme navarrès)
Fernando el Catòlic necessitava una justificació per a envair el regne de Navarra, de manera que el 12 de juliol va publicar un "supòsit Tractat de Blois", afirmant que l'havien signat Lluís XII de França i els reis de Navarra Joan Albert i Caterina I. No obstant això, l'autèntic tractat de Blois es va signar el 18 de juliol entre els monarques navarressos i el francès. Gens tenia a veure amb el tractat fet públic enganyosament per Ferran el Catòlic.
La invasió, en realitat es va iniciar el 10 de juliol amb la presa de Goizueta, que és prèvia a la finalització de les negociacions diplomàtiques i a la declaració oficial d'invasió.

### La conquesta de Navarra
Fonamentant-se en aquest tractat, real o imaginari, i en una butlla d'excomunió del papa Juli II contra els reis de Navarra que els nacionalistes navarresos consideren falsa, sense prèvia declaració de guerra, el 21 de juliol de 1512, l'exèrcit de Castella liderat pel duc d'Alba Fadrique Álvarez de Toledo va envair Navarra a través de La Burunda, amb resistència en diversos pobles i ciutats. Juan III Albret i Caterina I de Navarra després de l'ocupació de Pamplona es van refugiar en els seus dominis de Bearn, deixant en mans castellans tot el territori de l'Alta Navarra. Aquest territori es va incorporar a la Corona de Castella segons decret de les Corts de Burgos de 1515, mentre la Baixa Navarra quedava al comandament dels reis navarresos a l'empara de Lluís XII de França, deixant com a frontera la divisòria d'aigües del Pirineus.